# Elmis perezi
Elmis perezi là một loài bọ cánh cứng trong họ Elmidae. Loài này được Heyden miêu tả khoa học năm 1870.